# Winiary (Poznań)

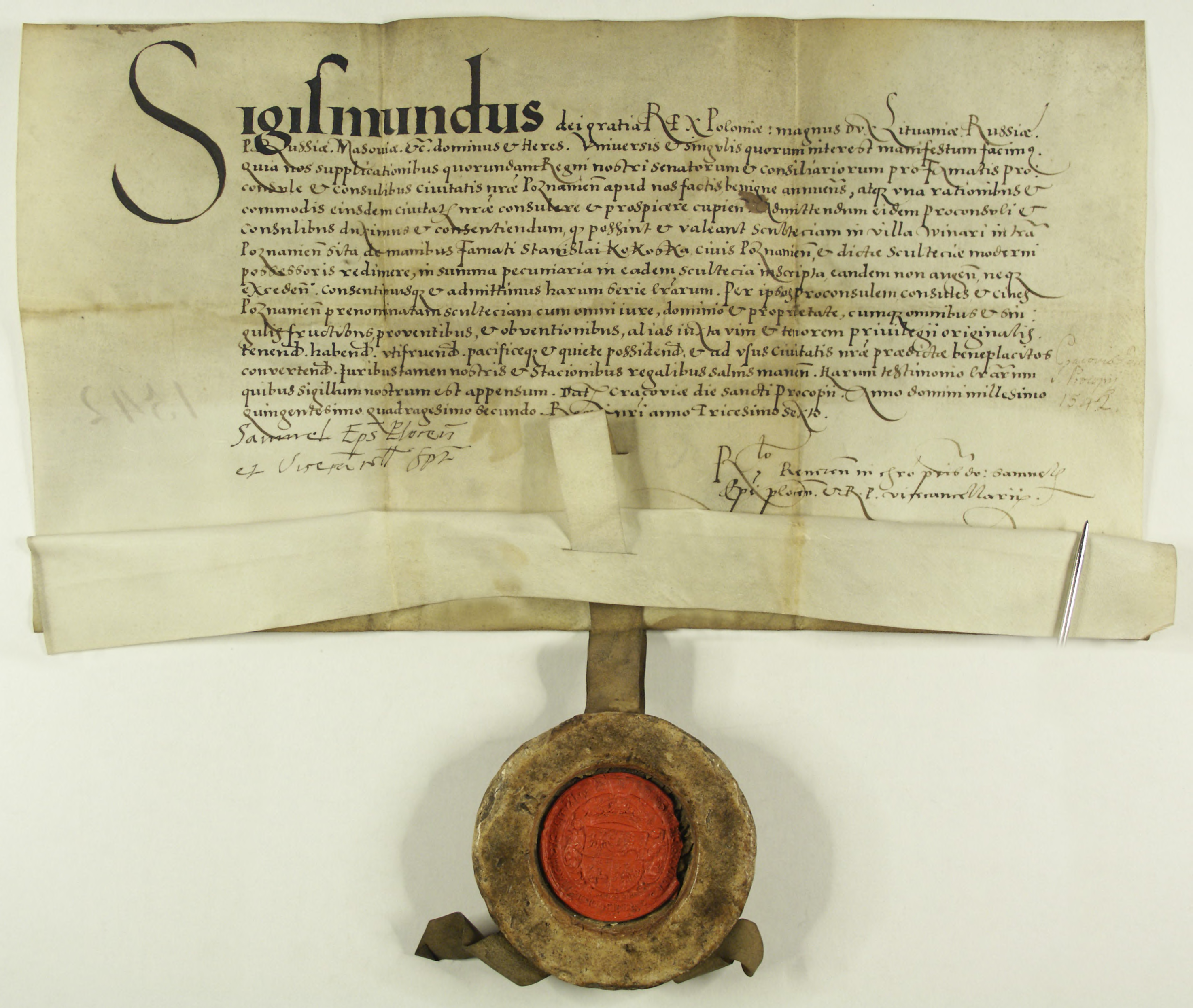
Zygmunt I Stary król polski zgadza się na wykup sołectwa we wsi Winiary oraz na włączenie tego sołectwa do majątku miejskiego

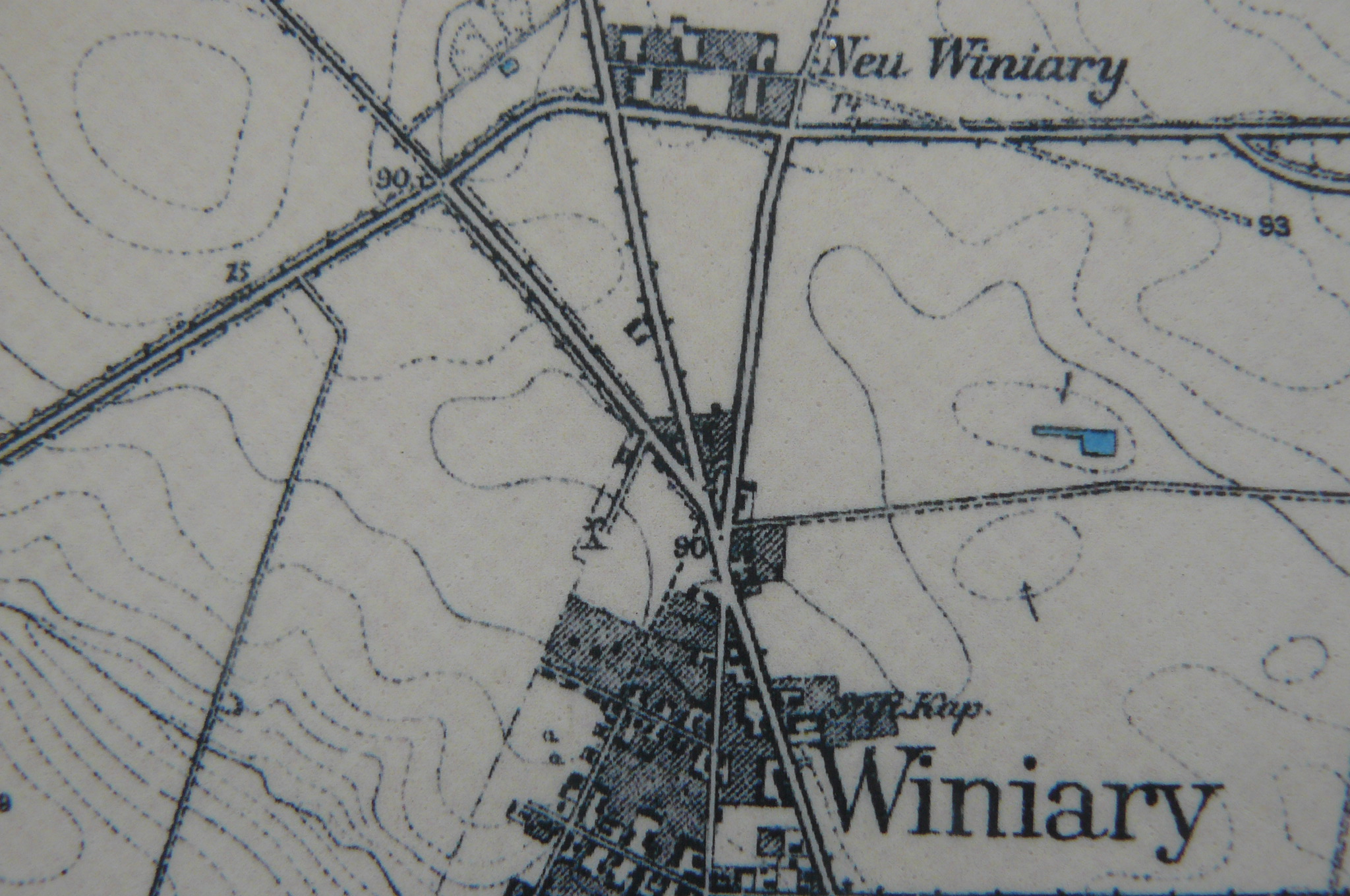
Winiary w końcu XIX w.

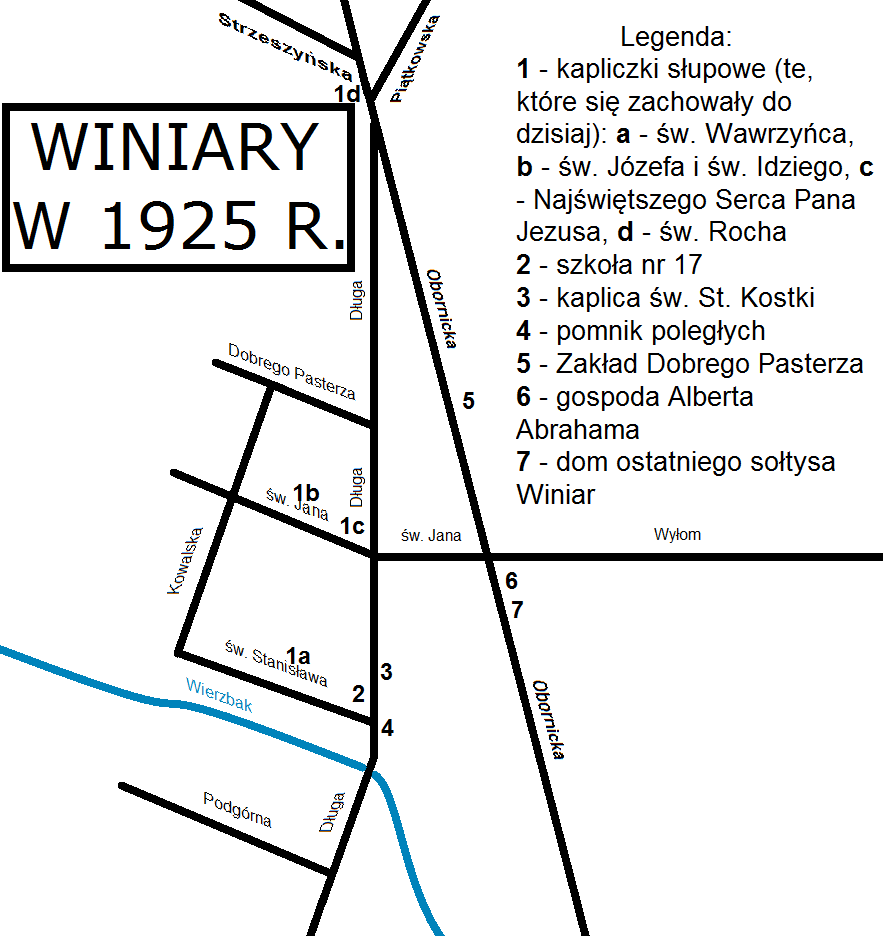
Schematyczny plan Winiar w momencie przyłączenia ich do Poznania

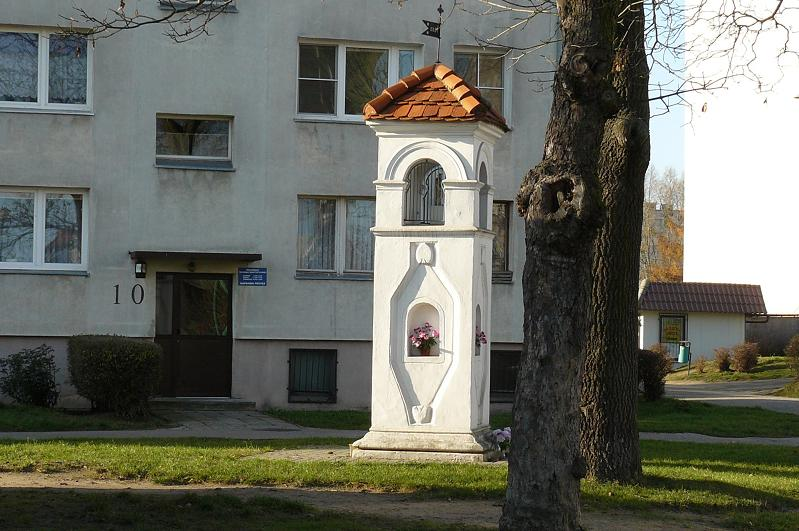
Kapliczka św. Józefa z 1859, na tym miejscu od 1979 – os. Winiary 10

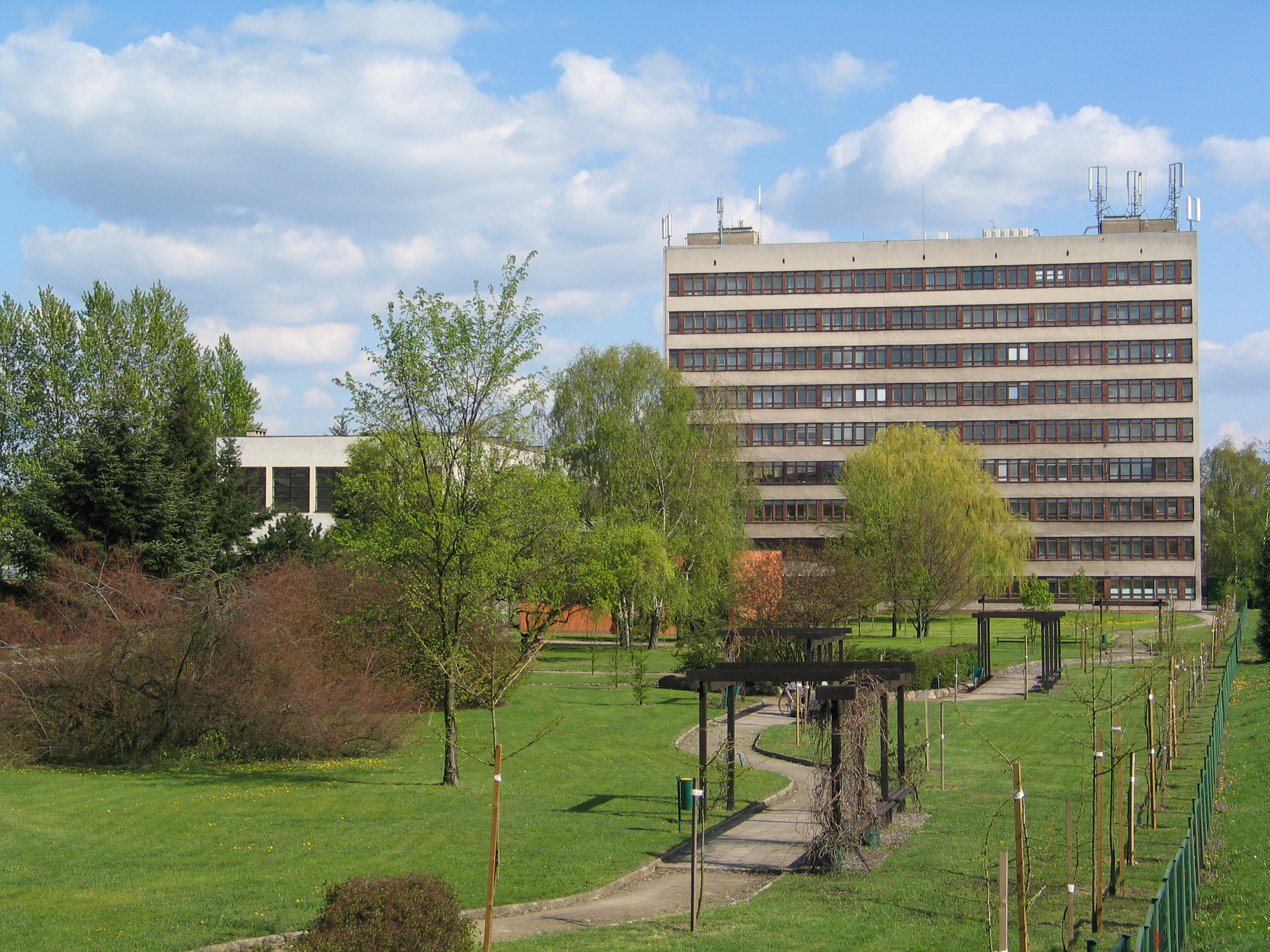
Uniwersytet Przyrodniczy

Winiary (niem. Weinern) – część miasta Poznania, a zarazem jednostka obszarowa w Systemie Informacji Miejskiej, a także osiedle administracyjne w północnej części miasta.

## Granice
Według Systemu Informacji Miejskiej jednostka obszarowa Winiary mieści się w granicach:
- od wschodu: trasą PST;
- od południa: ulicą Urbanowską;
- od zachodu: na tyłach działek na ulicy Źródlanej, ulicą Szydłowską, Witosa, następnie Alejami Solidarności i ulicą Dojazd do ulicy Lutyckiej;
- od północy: ulicą Lutycką i Lechicką[6].

Osiedle Winiary graniczy:
- z Osiedlem Sołacz (granica - ulica Urbanowska, ulica Szydłowska, ulica Witosa, Aleje Solidarności, ulica Dojazd)
- z Osiedlem Podolany (granica - ulica Lutycka, rondo bez nazwy)
- z Osiedlem Piątkowo (granica - rondo bez nazwy, ulica Lechicka)
- z Osiedlem Nowe Winogrady Północ (granica - Trasa PST)
- z Osiedlem Nowe Winogrady Południe (granica - Trasa PST)
- z Osiedlem Stare Winogrady (granica - Trasa PST)

Winiary są obszarem dość starym i historycznym. Nazwa pochodzi od niegdysiejszych wytwórni win istniejących na Winiarach. Winiary poza Trójpolem składają się z bloków (4- i 10-piętrowych) oraz kamienic (ulica Sokoła). Trójpole to zabudowa domów jednorodzinnych.

## Historia
Dwie wsie o nazwie Winiary (ambe ville Vinitorum), położone na Wzgórzu Winiarskim, czyli mons Vineus (obecnie Cytadela) wymieniono w akcie lokacyjnym Poznania w 1253 i ten heterogenny układ widoczny był jeszcze na mapach XIX-wiecznych: 
- Winiary kmiece (trójpolówka, od 9 do kilkunastu łanów, wieś dwuszeregowa wzdłuż szerokiej drogi, ze stosunkowo płytkimi działkami) – północne,
- Winiary zagrodnicze (chałupnicze, od 34 do 45 łanów) – południowe, służebne dla księcia[7].

Miejsce styku dwóch części wsi było ważnym węzłem drogowym, przy którym ulokowano kościół św. Leonarda. Rozchodziły się stąd szlaki o starej metryce i strategicznym znaczeniu. Szeroka ulica przy której rozlokowane były domy Winiar kmiecych stanowiła część traktu na Szczecin (przez Suchy Las), a jej przecznica to droga na Oborniki, Rogoźno, Wałcz i Drawsko (przez Piątkowo). Na wschodnim krańcu wsi odgałęział się natomiast trakt doliną Warty, przez Umultowo (villa Unolfi) do Rogoźna. Lokalna droga oddzielała jeszcze od siebie obie części Winiar. 
Swoją nazwę zawdzięczały winnicom rozłożonym na pobliskich wzgórzach; zachowały się one do lat 20. XIX wieku. Bliskość miasta miała duży wpływ na funkcjonowanie Winiar, a rozwój Poznania w XV i XVI wieku spowodował, że gospodarstwa winiarskie wykupywali zamożni kupcy poznańscy, którzy zakładali tam swoje folwarki (m.in. burmistrz Jerzy Bok).
Wieś, własność miasta Poznania,  położona była w 1580 roku w powiecie poznańskim województwa poznańskiego. W 1728 została oczynszowana, a w 1819 liczyła 443 mieszkańców.
Na początku XVIII wieku Winiary zostały spustoszone w wyniku działań wojennych, epidemii dżumy (1708–1710) oraz klęsk żywiołowych. W 1718 roku zdewastowane i niezaludnione Winiary nadal pozostawały w zasadzie całkowicie opustoszałe. Ich mieszkańcy zginęli bądź uciekli do innych, bardziej oddalonych od miasta Poznania wsi. Próba odbudowy Winiar podjęta przez Radę Miejska Poznania zakończyła się fiaskiem m.in. ze względu na brak środków finansowych na zagospodarowanie wsi. Również oddanie Winiar wraz z Boninem w ośmioletnią dzierżawę Maciejowi Rzepeckiemu nie przyniosło znaczącej poprawy sytuacji w zrujnowanych Winiarach. W zaistniałej sytuacji miasto postanowiło sprowadzić osadników. Pomimo wielu starań władze miejskie nie mogły znaleźć nowych osadników ze względu na rozległość zniszczeń na Winiarach. W 1728 Winiary zostały oczynszowane co stanowiło sporą zachętę do osiedlania się w nich przez nowych gospodarzy. W latach 30. XVIII wieku udało się miejskim włodarzom sprowadzić jako osadników dla Winiar mieszkańców przeludnionych wsi pod Bambergiem. Początkowo było to zaledwie kilka rodzin bamberskich jednak z upływem czasu napływ osadników bamberskich relatywnie się zwiększał. Pierwsi z nich osiedlili się we wsi winiarskiej obok żyjących jeszcze nielicznych kmieci i zagrodników. Przybycie tzw. Bambrów do Winiar miało znaczy wpływ na odrodzenie się i dalszy rozwój tej podmiejskiej wsi. Miasto udzielając ze swej strony znacznych, początkowych ulg dla nowych osadników, ułatwiając wiele spraw oraz dostarczając pomoc m.in. w postaci ziarna do zasiewów i do wypieku chleba, drewna na budulec i niewielkiej ilości pieniędzy, dokonało zaplanowanej i udanej w swych konsekwencjach inwestycji która zaowocowała pełną odbudową Winiar. Na obecne miejsce Winiary przeniosły w 1830 roku władze pruskie. Miało to związek z budową na Wzgórzu Winiarskim cytadeli.
W końcu XIX wieku tereny na Winiarach (cztery hektary z zabudowaniami gospodarczymi) zakupiła hrabina Potulicka, która osadziła tu zakonnice ze Zgromadzenia Sióstr Pasterek od Opatrzności Bożej. Było to pierwsze miejsce kultu w ówczesnej wsi i pierwsza placówka założycielki Marii Karłowskiej. W 1895 złożyła tu śluby zakonne pierwsza siostra (w 1994 zamieszkiwały na Winiarach 34 zakonnice w dwóch niezależnych domach: dla sióstr chorych przy ul. Dobrego Pasterza 10 i w domu wychowawczym przy ul. Piątkowskiej).
W początkach XX wieku na terenie Winiar zamieszkiwało 34 gospodarzy, w tym czterech ogrodników, kowal i kołodziej. Funkcjonowały też dwa zajazdy i trzy wiatraki. W 1904 otwarto pierwszy sklep i zbudowano pierwszą studnię z pompą. W 1925 włączono wieś w granice administracyjne Poznania, ale zachowała ona wiejski charakter aż do lat II wojny światowej. Pola uprawne, łąki i pastwiska winiarskie sięgały aż do terenów Naramowic, Piątkowa i Sołacza. W 1937 Siostry Najświętszej Maryi Panny wybudowały dom swojego zgromadzenia przy ul. Rejtana 6. Prowadziły tam przytułek dla osób starszych, ochronkę dla dzieci i szwalnię (dom rozbudowano w latach powojennych).
Obszar Winiar w latach 1954–1990 należał do dwóch dzielnic administracyjnych Jeżyce oraz Stare Miasto. 3 sierpnia 1957 powstało na Winiarach drugie w Poznaniu (po staromiejskim) ognisko TKKF.
W 1994 utworzono jednostkę pomocniczą miasta Osiedle Powstańców Warszawy. Następnie w 1997 r. utworzono Osiedle Winiary. W 2010 r. w Poznaniu przeprowadzono reformę funkcjonalną jednostek pomocniczych i 1 stycznia 2011 roku połączono osiedla administracyjne: Winiary oraz Osiedle Powstańców Warszawy w jedno Osiedle Winiary.

## Liczba ludności przed 1945
Liczba ludności Winiar wynosiła:
- w 1789 - 294
- w 1871 - 716 osób,
- w 1910 - 5189 osób (wraz z oddziałami wojskowymi koszarowanymi na Golęcinie),
- w 1921 - 3965 osób (bez żołnierzy), w tym:
  - 3866 katolików,
  - 87 protestantów,
  - 6 wyznania mojżeszowego,
  - 6 innych wyznań,
- w 1921 według narodowości:
  - 3910 Polaków,
  - 52 Niemców,
  - 3 innych,
- w 1925 - 4217 osób, w tym:
  - 4118 katolików,
  - 87 protestantów,
  - 6 wyznania mojżeszowego,
  - 6 innych wyznań[16].

## Obiekty
Na terenie Winiar znajdują się m.in. następujące obiekty:
- Kościół św. Stanisława Kostki,
- Zespół klasztorny Sióstr Pasterek od Opatrzności Bożej w Poznaniu,
- zespół czterech okazałych kapliczek słupowych pozostałych z dawnego założenia wiejskiego, a zbudowanych w latach: 1833, 1857 (2szt.) oraz 1859,
- Uniwersytet Przyrodniczy w Poznaniu (przy granicy z Sołaczem),
- Sąd Apelacyjny na Trójpolu,
- Szpital Wojewódzki,
- Lądowisko Poznań-Szpital Wojewódzki,
- Szpital MSWiA,
- dolina Wierzbaka - oddziela Winiary od Bonina,
- Zaułek Piątkowski,
- Biocentrum,
- Domy studenckie Zbyszko i Jagienka,
- Centrum handlowe Poznań Plaza.
- Pomnik Poległych Winiarczyków.

## Kultura i nauka

### Publikacje i wystawy
Winiarom poświęcony został numer 4 z 2008 Kroniki Miasta Poznania. We wrześniu 2013 w domu parafialnym przy kościele św. Stanisława Kostki urządzono wystawę Winiary jakie pamiętamy, na której zgromadzono fotografie i dokumenty z różnych kolekcji. Pokłosiem wystawy było wydanie w 2014 albumu Winiary jakie pamiętamy.

### Gędźba
Koło Śpiewacze Gędźba powstało w 1923 z inicjatywy winiarskiego Towarzystwa Przemysłowców. Należało do Wielkopolskiego Związku Kół Śpiewaczych. Zrzeszało przede wszystkim młodzież. Występy odbywały się na boisku Sokoła przy ul. Piątkowskiej lub w ogrodach Urbanowa. Oprócz pieśni chóralnych prezentowano też tańce i przedstawienia teatralne, m.in. szczególnie okazale przygotowane z okazji dożynek. Oprócz repertuaru polskiego śpiewano pieśni cygańskie, żydowskie i węgierskie. 

### Chór parafialny
Pierwszy chór parafialny powstał w 1932 (data budowy kościoła). Był to chór chłopięco-męski. Pierwszym dyrygentem był Antoni Zygman (nauczyciel ze szkoły nr 17), w czerwcu 1939 zastąpiony przez organistę Jana Raweckiego. Niemcy chór oficjalnie rozwiązali, ale występował on jeszcze do 1941 (zamknięcie kościoła) nieoficjalnie podczas nabożeństw. Po 1945 dyrygenturę objął ponownie Jan Rawecki. Ożywienie chór przeżył po 1966, kiedy to jego działalność rozbudował ksiądz Janusz Piotrowski. W latach 1970–1976 dyrygenturę objął Andrzej Niedziałkowski. W 1979 powstał od podstaw chór Staszki stworzony przez proboszcza Janusza Szajkowskiego. Chór ten m.in. dwa razy występował w Rzymie przed papieżem Janem Pawłem II. Przetrwał do końca lat 80. XX wieku.

### Szkoła
Przy skrzyżowaniu ulicy Winiarskiej z ulicą św. Stanisława znajdowała się szkoła nr 17, powstała w 1854. Początkowo była dwujęzyczna, ale z czasem język polski usunięto z programu nauczania (Kulturkampf), co było przyczyną strajku szkolnego w 1906. W okresie międzywojennym placówka dysponowała trzema budynkami w słabym stanie technicznym, aż do gruntownego remontu w latach 1931-1932 (w 1927 doprowadzono wodociąg, a w 1929 - elektryczność). W 1936 wizytował ją minister Wojciech Świętosławski. W czasie okupacji obiekt zamknięto. Pierwszy rok szkolny po wyparciu Niemców zainaugurowano 20 marca 1945. W 1951 szkoła zajęła pierwsze miejsce w Polsce w zdobywaniu odznak „Bądź Sprawny do Pracy i Obrony”. Od 1961 była placówką koedukacyjną (od 1929 tylko dla chłopców - dziewczęta uczyły się w nowej szkole na Boninie). Ostatnim rokiem szkolnym był 1976. Obiekt rozebrano, wraz z prawie całą zabudową ulicy, w 1979 w związku z realizacją Osiedla Winiary.

## Poczta
Pierwszą placówkę pocztową na Winiarach otwarto w 1937 przy ul. Obornickiej 38. Została ona przeniesiona na ul. św. Leonarda 1 w dniu 26 lutego 1945 (był to urząd III klasy o numerze telekomunikacyjnym 12-50, a pierwszym jego naczelnikiem był Jan Płotnicki). Placówkę tę zlikwidowano w latach 80. XX wieku. Nową pocztę otwarto przy ul. Piątkowskiej 123.

## Komunikacja miejska

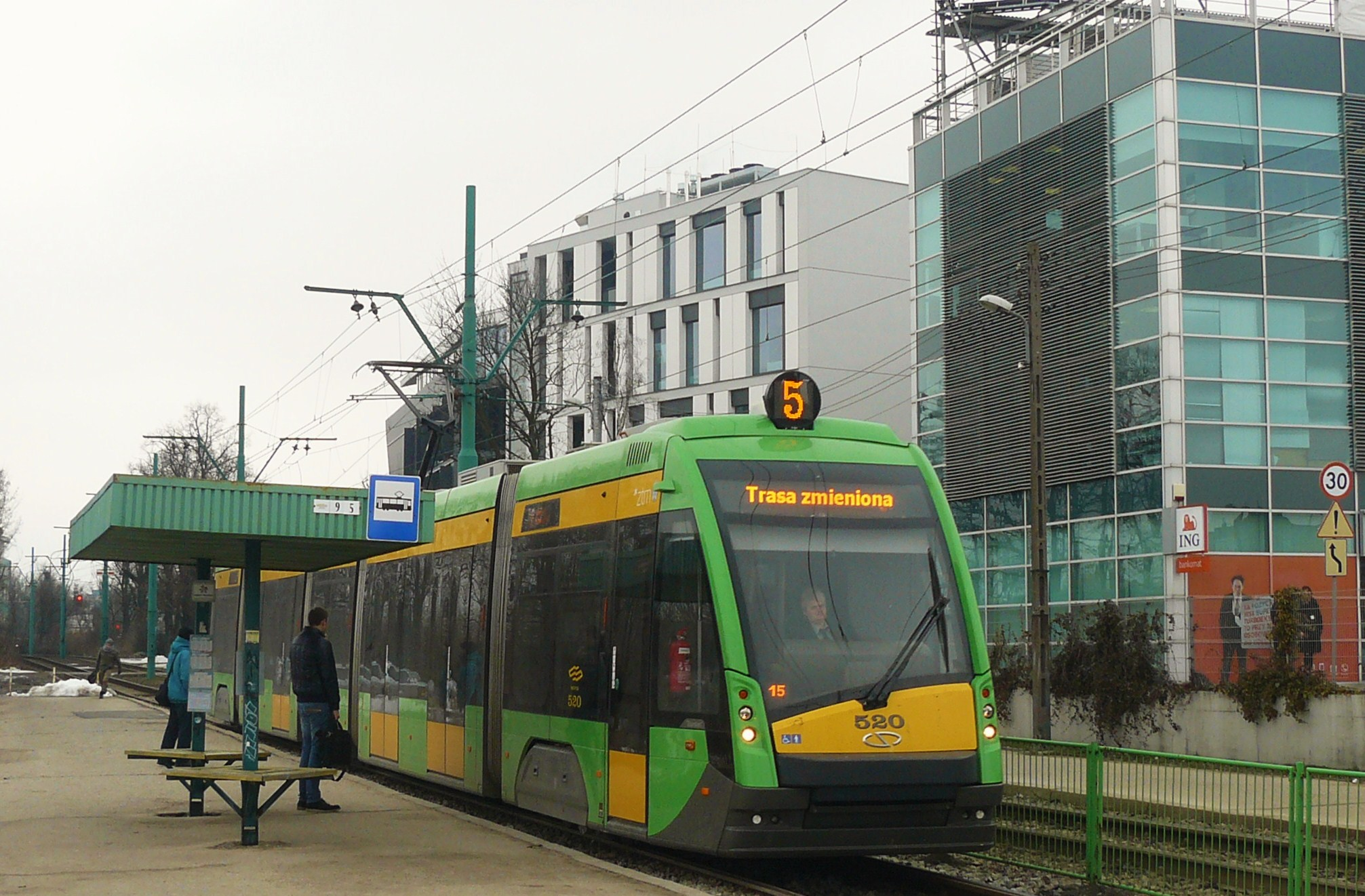
Tramwaj typu Solaris Tramino obsługujący awaryjnie linię nr 5 na przystanku Osiedle Winiary, wówczas Wrzoska (2013)

W 1913 otwarto linię tramwajową nr 9 na Sołacz, z której korzystali m.in. mieszkańcy Winiar. Od 1925 linię wydłużono na Golęcin, co przybliżyło ten środek lokomocji do Winiar. O doprowadzenie tam tramwaju mieszkańcy nalegali już od czasu przyłączenia do miasta w 1925. Projekt zrealizowano 1 października 1935 - torowiska dotarły do Bonina wzdłuż ulicy Winiarskiej (bez pętli). Nowa linia nr 11 kursowała na Stary Rynek przez Most Teatralny i Plac Wolności (do 1940). Dziewiątka nadal kursowała na Golęcin. Po zniszczeniach wojennych i odbudowie trasa jedenastki uległa zmianie - kursowała ona do ul. Palacza. W 1956 końcówkę na Boninie zastąpiono pętlą pod kościołem św. Stanisława Kostki (niewielkie wydłużenie trasy). W latach 70. XX wieku zlikwidowano linię golęcińską, a w 1977 tramwaje docierały tylko do skrzyżowania ulic Wojska Polskiego i Wołyńskiej (9 i 11). W 1979 rozpoczęto budowę nowej trasy winiarskiej, którą otwarto 8 lutego 1980. Odtąd tramwaje docierają do pętli Piątkowska, tuż przed ulicą Lechicką. Do pętli tej docierają od kilkudziesięciu lat tramwaje linii 9 i 11 (w pewnych okresach, jako linie stałe, kursowały tu także linie 17 i 24). W różne rejony Winiar można dotrzeć także autobusami linii dziennych 160, 164, 168, 170, 178 182, 183, 190, 191, 193, 195 i 322 a także linii nocnych 216 i 226.

## Siedziba Rady Osiedla
Adres rady osiedla
Szkoła podstawowa nr 27, os. Winiary 2.